# Mongólia nos Jogos Olímpicos de Inverno da Juventude de 2012
A Mongólia participou dos Jogos Olímpicos de Inverno da Juventude de 2012, em Innsbruck, na Áustria.